# Gilberto Dupas
Gilberto Dupas (Campinas, 30 de janeiro de 1943 - São Paulo, 17 de fevereiro de 2009) foi um escritor brasileiro de ensaios focados em economia, além de artigos para jornais, ele era formado em Engenharia de Produção, mas com especialização em Economia.

## Biografia

### Formação
Dupas formou-se em Engenharia de Produção pela Politécnica da USP em 1966.
Dupas se especializou das formas a seguir: em Economia pela Universidade de Western Ontario, no Canadá, em Economia matemática e Econometria pela CEPAL/IPEA, novamente em Economia pela PUC-RS e Política de Negócios USP/Universidade de Delft, no Países Baixos.

### Carreira
Foi membro do Conselho Nacional de Avaliação do Ensino Superior CONAES (Ministério da Educação e Cultura), do Conselho do Centro Brasileiro de Análise e Planejamento (CEBRAP), do Conselho Diretor da  Fundação Getulio Vargas (FGV) e de seu Comitê de Planejamento Estratégico.
Ele foi coordenador da área de Relações Internacionais do Instituto de Estudos Avançados da USP e presidente do Instituto de Estudos Econômicos e Internacionais (IEEI).
Na gestão do ex-governador Franco Montoro em São Paulo (1983-1987), Dupas foi presidente da Nossa Caixa e secretário da Agricultura. Na presidência de Fernando Henrique Cardoso (1995-2002), integrou o Grupo de Análise e Pesquisa da Presidência.
Era coeditor da revista Política Externa e membro do corpo editorial das revistas Sociedad y Politica (México) e Cahiers de la Sécurité (França). Foi professor visitante da Universidade de Paris (França) e da Universidade Nacional de Córdoba (Argentina). No Brasil, lecionou na PUC-RS e no Instituto Mauá.
Realizou cerca de 250 conferências e palestras em universidades, institutos de pesquisas e fundações no Brasil e no exterior.

### Carreira como escritor
Publicou cerca de 600 artigos. Escreveu 12 livros e organizou ou escreveu capítulos para outros 35 livros.

### Morte
Morreu na cidade de São Paulo em 2009, vítima de câncer. Lutava contra um câncer de pâncreas havia um ano.

## Livros (parcial)
- Crise Econômica e Transição Democrática (1987)
- O Brasil e as Novas Dimensões da Segurança Internacional (1999) (com Tullo Vigevani)
- Economia Global e Exclusão Social (2001)
- Ética e Poder na Sociedade da Informação (2001)
- Israel-Palestina (2002) (com Tullo Vigevani)
- Hegemonia, Estado e Governabilidade (2002)
- Tensões Contemporâneas entre o Público e o Privado (2003)
- Renda, Consumo e Crescimento (2004)
- Atores e Poderes na Nova Ordem Global (2005)
- O Mito do Progresso (2006)
- India, Brazil and South Africa: Perspectives and alliance (2006)
- Espaços para o Crescimento Sustentado da Economia Brasileira (2007)
- A Nova Configuração Mundial do Poder (2008)
- Meio ambiente e crescimento econômico (2008)
- Desafios da Sociedade Contemporânea (póstumo, 2014) coletânea de artigos de jornais, entre 1985 e 2009.

### Romances
- Retalhos de Jonas (1997)
- O Incidente (2008)